# Austriacki traktat państwowy

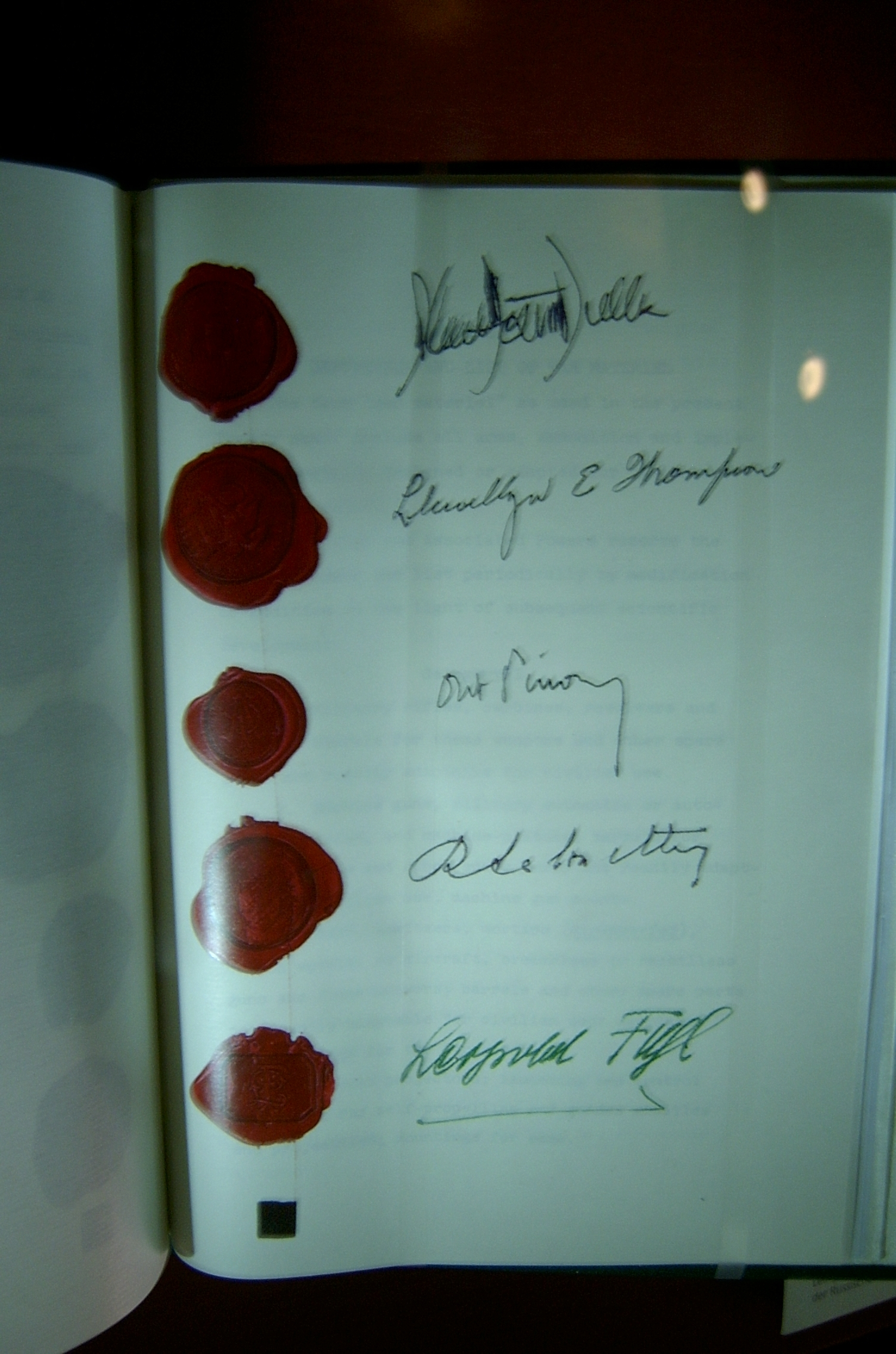
Podpisy sygnatariuszy traktatu

Austriacki traktat państwowy – umowa międzynarodowa podpisana 15 maja 1955 roku przez Austrię, Związek Radziecki, Wielką Brytanię, Francję i Stany Zjednoczone. Traktat został podpisany w Wiedniu, w Sali Marmurowej wiedeńskiego Belwederu. Zawarty zgodnie z zapowiedzią zawartą w Deklaracji moskiewskiej, na którą powołuje się we wstępie. Likwidował on Anschluss Austrii z 1938 roku, kończył także okupację kraju przez cztery mocarstwa, która trwała od 1945 roku. W myśl postanowień traktatu Austria m.in. odzyskała suwerenność państwową i granice z 1938 roku. Jednocześnie porozumienie zakazywało Austrii połączenia politycznego i gospodarczego z Niemcami w przyszłości oraz zobowiązywało ją do uznania układów paryskich, pokoju z Japonią i zamierzanego układu pokojowego z Niemcami. Art. 13 zabrania Austrii wytwarzania lub posiadania wyliczonych w nim rodzajów broni, w tym broni masowego rażenia. Warunkiem podpisania traktatu przez Związek Radziecki było proklamowanie przez Austrię wieczystej neutralności, co austriacki parlament uczynił 26 października 1955 roku.
Układ spisano w językach autentycznych angielskim, francuskim, niemieckim i rosyjskim. Do wejścia w życie wymagana była ratyfikacja przez Austrię oraz USA, Wielką Brytanię i ZSRR. Depozytariuszem został rząd ZSRR. Wejście w życie nastąpiło 27 lipca 1955 z chwilą złożenia dokumentów ratyfikacyjnych, zarejestrowany przez Sekretariat ONZ 27 września 1955 r. Art. 37 dozwala na przystąpienie do Układu członkom ONZ będącym w stanie wojny z Rzeszą w chwili jej kapitulacji.